# Red Dot Payment
Red Dot Payment - это онлайн-провайдер платежных услуг со штаб-квартирой в Сингапуре. Компания предоставляет онлайн-системы платежного шлюза, платежный консалтинг и услуги по привлечению продавцов для предприятий, которым требуется обработка онлайн-транзакций по кредитным картам.

## История
Компания Red Dot Payment (RDP) была основана Рэнди Таном в 2011 году, который в настоящее время исполняет обязанности ее управляющего директора. Первоначально начав бизнес в Сингапуре, компания распространила свою деятельность на другие регионы Юго-Восточной Азии, такие как Таиланд и Индонезия.
В 2014 году Red Dot Payment получила финансирование от инвесторов, Глобального платежного фонда GMO и Wavemaker Pacific. В том же году Red Dot Payment начала поддерживать MasterPass, позволяя использовать платежную страницы своих продавцов с MasterPass.
В 2015 году Red Dot Payment стала партнером Sourceguru и предоставила им услугу цифровых платежей.
В 2016 году Red Dot Payment обеспечила семизначное финансирование со стороны MDI Ventures, венчурного подразделения индонезийской Telkom.
В 2017 году Red Dot Payment заключила партнерство с Ascott, чтобы обеспечить им безопасные онлайн-платежи.  В том же году компания закрыла инвестиционный раунд серии B в размере 5,2 млн долларов.
Red Dot Payment заключила альянс с компаниями по оказанию услуг электронной коммерции Shopmatic и iCommerce Asia, чтобы предлагать услуги рынку электронной коммерции региона Юго-Восточной Азии.
В 2018 году Дэвид Ли присоединяется к Red Dot Payment в качестве ее директора с февраля 2018 года.
Red Dot Payment подписала Меморандум о взаимопонимании с Finserve Africa Limited на открытии центра Enterprise Singapore в Найроби. Это одна из сингапурских финтех-компаний, которая вышла на рынок Африки и предоставляет услуги цифрового финансирования.
В июле 2019 года финтех-компания PayU, занимающаяся электронными платежами, приобрела контрольный пакет акций Red Dot Payment. По условиям сделки Red Dot Payment оценивается в 65 миллионов долларов США, основатель и генеральный директор Рэнди Тан сохранит долю в фирме, в то время как большинство ее акционеров покинут ее.